# 中華民國—丹麥關係
中華民國與丹麥王國於1913—1941年、1946—1950年有官方外交關係，二次斷交後直至1980年代，於對方首都互設具大使館功能的代表機構。

## 政治

### 外交
1913年10月6日，丹麥外交承認中華民國北洋政府，於首都哥本哈根設立中華民國駐丹麥王國公使館、於首都北京設立丹麥王國駐中華民國公使館，並互派公使。丹麥公使由駐前大清公使阿列斐（Preben F. Ahlefeldt-Laurvig）繼續擔任。
1928年12月12日，隨著國民革命軍北伐幾近尾聲，丹麥外交承認中華民國國民政府。
1941年8月16日，丹麥承認汪精衛政權與满洲国，20日兩國斷交，9月7日關閉公使館。丹麥駐汪精衛政權公使由原駐中華民國公使高霖（Hialmar Collin）繼續擔任。
1946年5月20日，簽署《中丹新約》並復交。1947年11月，復設公使館。
1950年1月9日，丹麥成為首個承認中華人民共和國的北歐國家。1月14日，兩國再次斷交。
2004年4月27日，丹麥國會外交委員會主席麥森主持「北歐五國台灣議題會議」（Nordic Conference on Taiwan），會中與中華民國總統陳水扁舉行視訊會議，並宣布成立「友台小組」。11月，中華人民共和國認為嚴重違反歐洲聯盟以及丹麥的「一個中國」政策，表示抗議以及憤怒。
2020年5月20日，中華民國總統蔡英文連任就職，丹麥國會副議長柯斯加，以及前丹麥首相與北大西洋公約組織（NATO）秘書長拉斯穆森表達祝賀。6月19日，蔡英文應拉斯穆森創辦的民主联盟基金会邀請，參與哥本哈根民主高峰會發表視訊演說。

#### 關於中華民國參與國際組織

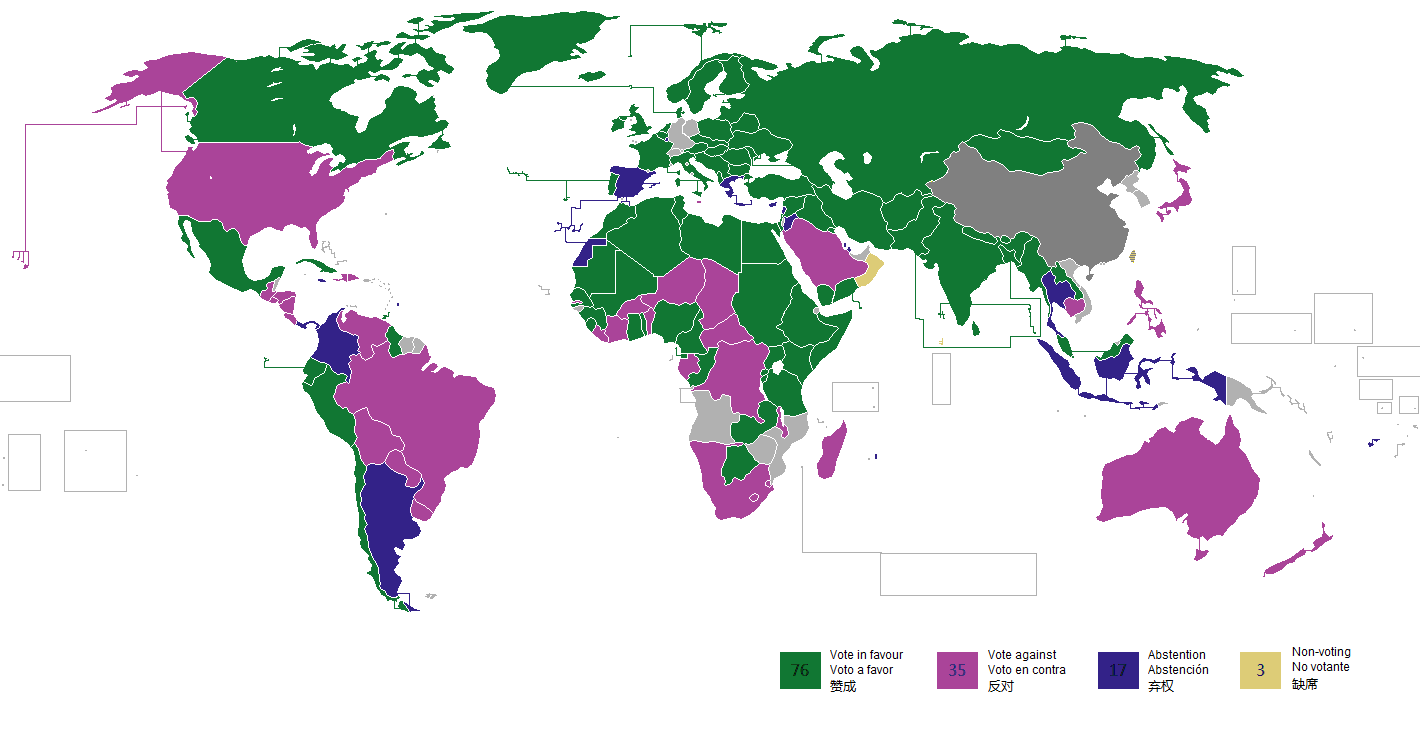
綠色國家表示在1971年的投票中反對中華民國續留聯合國，即《聯合國大會2758號決議》，其中包括丹麥。

1971年10月25日，丹麥於聯合國大會投票反對中華民國續留聯合國。
1996年1月12日，丹麥、挪威、瑞典等友台國會議員在哥本哈根集會，舉行支持中華民國會議、聲援中華民國參與聯合國，會中並通過《哥本哈根宣言》。
2003年5月11日，第3大黨的丹麥人民黨主席柯斯加表示：「丹麥國會與臺灣之間的往來有助於兩國在於文化上見解的增長。」丹麥人民黨亦支持中華民國以「臺灣」名義加入聯合國以及世界衛生組織（WHO）。
2008年1月，世界衛生組織執行委員會在瑞士日內瓦舉行。中華民國的邦交國提出「要求世界衛生組織與尚未獲納入國際衛生條例2005之國家、地區及領土就國際衛生條例2005之執行建立直接溝通與聯繫」提案，中華人民共和國則另提出修正案，並以25國贊成、3國反對、5國棄權（包括丹麥）、1國缺席通過，中華民國的邦交國所提議案則不交付表決。
2009年12月，在哥本哈根舉行的《聯合國氣候變遷綱要公約》締約方第15屆會議，台灣由行政院環境保護署副署長邱文彥、工業技術研究院副院長等人前往參與。
2019年5月，曾擔任丹麥首相、北大西洋公約組織（NATO）秘書長的拉斯穆森，與歐洲自由民主聯盟黨主席範巴倫、丹麥前內政暨衛生部長哈德，以及法國、英國、德國國會友臺小組主席，聯名投書英國《每日電訊報》，直指面對伊波拉病毒肆虐，有能力協助對抗疫情，且身為全球第22大經濟體的臺灣，絕不應該被排除在世界衛生組織之外；7月，拉斯穆森再次投書英國《衛報》發表名為「香港證實中國是民主威脅 歐洲現在必須捍衛台灣」的文章，表示中國對香港民主運動的鎮壓，看到中國與民主無法共容，呼籲歐盟領導階層應該放棄迎合中國，維護台灣民主體制。歐盟新領導階層應該與台灣領導人會面，並繼續推進投資夥伴關係，當中國打壓台灣時，歐盟不應該保持沉默，否則歐盟聲稱其外交政策建立在價值觀之上，將淪為空洞的口號。歐洲應該支持台灣，把其當作民主社會的正式成員，在一個全球相互依存的世界中，如果歐洲不能在東亞及其它地區捍衛歐洲的價值觀，最終會導致歐洲自己的民主價值觀被侵蝕。
2021年4月，丹麥國會通過支持台灣重新加入世界卫生大会（WHA）決議文。5月，國會副議長柯斯加以及歐洲近30國、共計1,084名國會議員，聯名致函世界衛生組織（WHO）幹事長谭德塞，支持台灣出席WHO與WHA的會議、機制與活動。
2022年3月，丹麥國會以103票贊成、0票反對、0票棄權，通過支持台灣參與WHA，獲得观察员身份決議文。

#### 人員互訪（1988年至今）
僅列舉部分名單：
中華民國：前總統蔡英文、總統府副秘書長蘇起、國民大會議長錢復、考試院長關中、教育部長杜正勝、蔣偉寧、外交部長吳釗燮、外交部常務次長史亞平、經濟部政務次長林聖忠、沈榮津、經濟部常務次長王美花、主計處主計長韋端、環境保護署長沈世宏、李應元、衛生署長邱文達、僑務委員會委員長焦仁和、經濟部能源局長林全能、經濟部能源署長游振偉、經濟部標準檢驗局長劉明忠、經濟部水利署長賴建信、高雄市長陳菊。
丹麥：國會副議長內爾高、歐肯、柯斯加、國會財政委員會主席杜妥夫特、國會歐洲事務委員會主席韓笙、國會外交政策委員會主席麥森、執政黨自由黨國會黨團主席霍夫曼、保守黨主席穆樂、本特森、人民黨主席柯斯加、社會主義人民黨主席尼爾生、外交部貿易促進司長歐林、貝絲（Berit Basse）、國防部前部長蓋得、台丹協會會長韓森、哥本哈根兒童暨青年事務市長艾洛斯勒芙、哥本哈根環境暨科技事務市長卡倍爾、東區高等法院首席法官布萊登蕭特。

### 代表機構
1980年，中華民國行政院新聞局於丹麥首都哥本哈根設立自由中國新聞處（Free China Information Office）、經濟部則設立遠東商務辦事處（Far East Trade Office），分別辦理新聞及經貿業務。1991年8月7日，合併新聞處及辦事處，成立具大使館功能的駐丹麥台北經濟文化辦事處（Taipei Economic and Cultural Office）。1995年2月15日，更名為駐丹麥台北代表處（Taipei Representative Office in Denmark）。
1983年10月28日，由丹麥輸出推廣協會（Board of Export Promotion, Denmark）於中華民國首都臺北設立類似功能的丹麥商務辦事處（Danish Trade Organisations' Taipei Office，2008年更名The Trade Council of Denmark, Taipei）。1988年10月，直接受理赴丹麥商務簽證。

## 經濟

### 貿易
經濟部國際貿易署於首都哥本哈根設立駐丹麥代表處經濟組。
| 年分 | 貿易總額      | 貿易總額 | 貿易總額 | 出口至丹麥  | 出口至丹麥 | 出口至丹麥 | 自丹麥進口    | 自丹麥進口 | 自丹麥進口 | 順逆差  |
| 年分 | 金額          | 年增減   | 排名     | 金額        | 年增減     | 排名       | 金額          | 年增減     | 排名       | 順逆差  |
| ---- | ------------- | -------- | -------- | ----------- | ---------- | ---------- | ------------- | ---------- | ---------- | ------- |
| 2017 | 643,009,757   | ▲5.1%    | 50       | 353,848,755 | ▲9.4%      | 45         | 289,161,002   | ▲0.3%      | 45         | 順差▲   |
| 2018 | 635,816,499   | ▼1.1%    | 50       | 340,437,807 | ▼3.8%      | 45         | 295,378,692   | ▲2.2%      | 49         | 順差▼   |
| 2019 | 646,054,659   | ▲1.6%    | 48       | 347,891,361 | ▲2.2%      | 43         | 298,163,298   | ▲0.9%      | 45         | 順差▲   |
| 2020 | 807,765,281   | ▲25.0%   | 44       | 395,602,905 | ▲13.7%     | 41         | 412,162,376   | ▲38.2%     | 42         | 逆差 -- |
| 2021 | 1,255,033,969 | ▲55.4%   | 42       | 474,746,572 | ▲20.0%     | 43         | 780,287,397   | ▲89.3%     | 39         | 逆差▲   |
| 2022 | 1,567,139,218 | ▲24.9%   | 42       | 476,783,736 | ▲0.4%      | 44         | 1,090,355,482 | ▲39.7%     | 36         | 逆差▲   |
| 2023 | 1,043,357,835 | ▼33.4%   | 44       | 351,451,079 | ▼26.3%     | 43         | 691,906,756   | ▼36.5%     | 40         | 逆差▼   |
| 2024 | 1,158,362,924 | ▲11.0%   | 44       | 353,244,675 | ▲0.5%      | 41         | 805,118,249   | ▲16.4%     | 38         | 逆差▲   |

2023年的兩國貿易項目如下：
出口至丹麥的前10大項目為：電話機（包括智能手机），以及其他傳輸或接收聲音、圖像之有線或无线网络通訊器具；鋼鐵製螺釘、螺栓、螺帽、螺旋鈎、車用螺釘、鉚釘、橫梢、開口梢、墊圈與類似製品；自動資料處理機、磁性或光學閱讀機；車輛之零件與附件；不鏽鋼條、桿、角、形與型；不鏽鋼扁軋製品；機器腳踏車與腳踏車裝有輔助動力者、邊車；電路開關、保護電路或連接電路用之電氣用具、光纖、光纖束、光纤电缆或光纖傳輸纜用之連接器；苯乙烯之聚合物；其他塑料製品與特定材料制成品等。
自丹麥進口的前10大項目為：發電機組與旋轉變流機；醫藥製劑；豬肉；液體泵、液體昇送器；人類血液、供醫療用動物血液、抗毒血清、疫苗、毒素、微生物培養物與類似品；发动机與电动机；变压器、靜電式變流器與電感器；反應起始劑、反應促進劑與觸媒；農林或园艺、家禽或養蜂用機械以及家禽孵卵器；其他船隻（包括軍用艦艇與救生艇），不包括划槳船等。

### 投資
丹麥由於市場規模不大，早年臺商赴丹麥投資甚少，直到近幾年為了拓展市場始設立據點，以併購為主。
根據中華民國經濟部投資審議司統計，截至2024年3月，臺商赴丹麥總投資金額約1億0,122萬美元，計有15件。主要投資有：電子零組件、批發與零售、石油與煤製品；电子计算机、電子產品與光學製品等。投資者有：鴻海科技集團、康利資產管理公司（國泰金融控股子公司）、建大輪胎、環球晶圓（自中美矽晶分割）、合勤科技、友訊科技、台揚科技、宏達國際電子、廣明光電等，多從事於電子、資訊與通訊產品研發或批發；宏碁、華碩則透過代理商銷售，品牌知名度頗高。2020年，受益於丹麥政府提供之丹麥綠能未來基金，促成Nordic Harvest與臺商源鮮集團合作在哥本哈根成立立體有機蔬菜種植農場，源鮮以技術入股方式投資Nordic Harvest，取得10%股權，並預計數年內將擴大為歐洲類似農場最大者。在丹麥尚無成立臺商組織，亦無臺灣的金融機構。
根據中華民國經濟部投資審議司統計，截至2024年2月，丹麥赴臺灣總投資金額約72億5,255萬美元，計有164件。主要投資有：機械設備、木竹製品、运输與倉儲、批發與零售、資通訊傳播、營造、科學與技術服務等。投資者有：哥本哈根基礎建設基金、沃旭能源、葛蘭富、快桅集團、诺和诺德、喬治·傑生、潘多拉珠宝、维斯塔斯、皇家哥本哈根瓷器、Klee Engineering等。2022年，丹麥投資金額大幅增加，該年總投資金額約35億美元，成為歐盟會員國對臺灣投資最多之國家，主要以投資離岸風力發電與風電產業相關之金融保險為主。
2017年，丹麥哥本哈根基礎建設基金（Copenhagen Infrastructure Partners, CIP）在臺灣設立辦公室，持續在臺灣建設風電，且在2019年完成融資。2019年，CIP與東元電機簽署彰化縣彰芳、西島兩座風力發電陸上變電站建置合約；2016年，沃旭能源在臺灣設立辦公室，獲准在彰化東南、西南外海興建經營900MW的大彰化離岸風力發電場後，於2018年選定西班牙商西門子歌美颯公司作為首選風機供應商。2020年，沃旭獲准匯入約8億美元投資臺灣的離岸風力發電。同年與臺灣大同通運、日本商船三井的合資公司大三商航運簽署為期15年的服務船舶租約船（MOL）租賃協議，該公司於2022年交付為臺灣建造全球第一艘服務營運船（SOV），以營運與維護沃旭的離岸風力發電場。沃旭並與台積電簽署20年的綠電購買合約，未來沃旭於離岸風力發電產出的綠電將全部售予台積電。

### 會展
中華民國國際經濟合作協會（國經協會）、丹麥能源聚落（Energy Cluster Denmark）、丹麥綠能聚落（Green Hub Denmark）共同舉辦臺丹經濟合作會議，至2023年已舉辦第2屆。

## 交流

### 學術
中華民國教育部提供臺灣獎學金、華語文獎學金給予丹麥學生赴台學習；外交部另提供臺灣獎助金給予丹麥學者赴台從事研究。
2018年7月，國立臺灣大學工程科學及海洋工程學系團隊透過丹麥哥本哈根基礎建設基金與丹麦科技大学合作，三方並簽署合作備忘錄，共同研擬離岸風力發電專業學位課程，以加速人才培育。

### 援助
2020年4月14日，對於2019冠状病毒病疫情在全球擴散，中華民國外交部宣布第2波國際援助行動，其中捐贈130萬片口罩給丹麥在內的8個欧洲联盟成员国。

## 協定
| 日期           | 簽署                                                                 | 備註   |
| -------------- | -------------------------------------------------------------------- | ------ |
| 1928年12月12日 | 《中丹友好通商條約》                                                 |        |
| 1934年4月12日  | 《中丹外交官用品相互免稅辦法換文》                                   |        |
| 1946年5月20日  | 《中華民國與丹麥王國關於取消丹麥在華治外法權及處理有關問題條約》     |        |
| 1985年10月5日  | 《中華民國臺灣郵政總局與丹麥（王國）郵政總局間國際快捷郵件協定》     |        |
| 1992年7月31日  | 《行政院衛生署預防醫學研究所與丹麥國立血清研究所間備忘錄》           |        |
| 1994年1月14日  | 《中華民國行政院衛生署預防醫學研究所與丹麥國立血清研究所間協定》     |        |
| 1995年12月1日  | 《中華民國郵政總局與丹麥郵政總局間國際航空郵件品質瞭解備忘錄》       |        |
| 2000年11月13日 | 《哥本哈根丹麥能源署與台北能源委員會能源領域合作備忘錄》             |        |
| 2001年         | 《台丹設計合作備忘錄》 《台丹工程科學合作協議》                      |        |
| 2005年8月30日  | 《駐丹麥台北代表處與丹麥商務辦事處避免所得稅雙重課稅及防杜逃稅協定》 |        |
| 2009年6月      | 《國立交通大學與丹麥科技大學學術暨技術合作協定》                     | [ 18 ] |
| 2018年8月      | 《國立屏東科技大學與丹麥達爾姆農業學院合作備忘錄》                   | [ 42 ] |
| 2019年7月8日   | 《駐丹麥代表處與丹麥商務辦事處移交受刑人協議》                       |        |
| 2021年6月      | 《中華民國國際經濟合作協會與丹麥綠能聚落合作備忘錄》                 | [ 30 ] |

## 簽證

持中華民國護照的中華民國國民簽證要求分布圖：入境丹麥可以「申根區免簽證」。

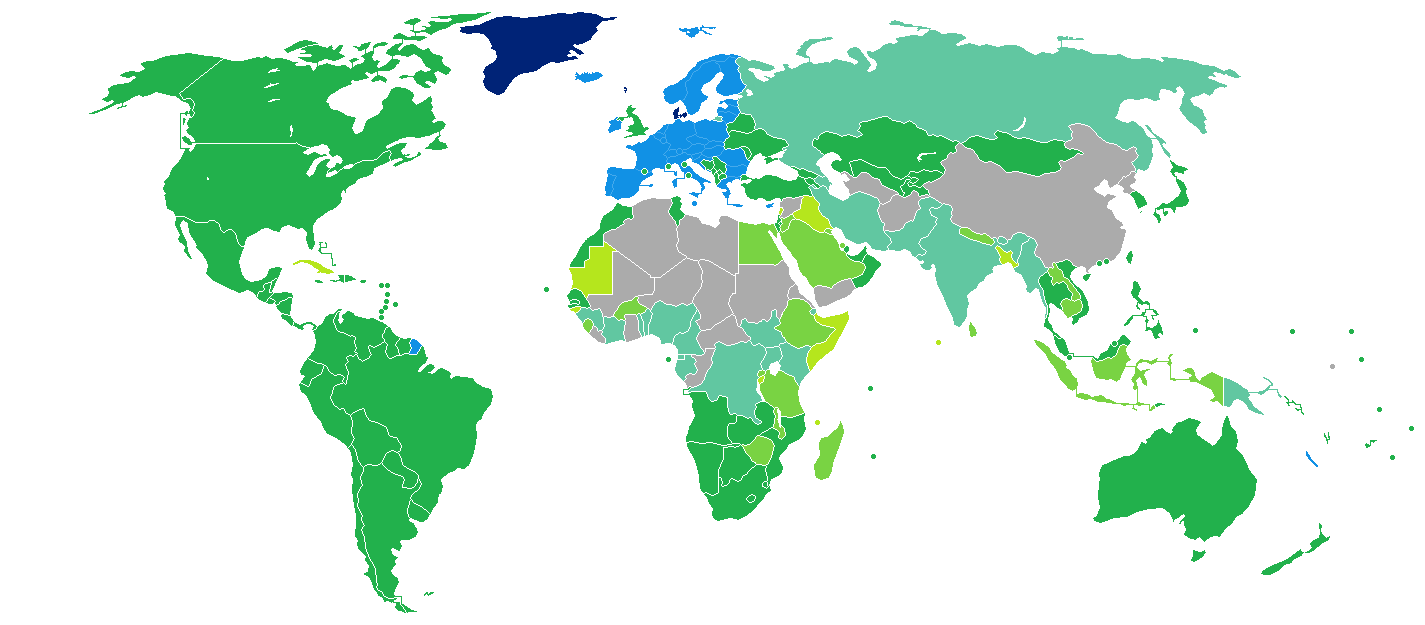
持歐盟的丹麥護照之丹麥國民簽證要求分布圖：入境中華民國可以免簽證。

歐洲申根區給予持有載明身分證字號的中華民國護照之中華民國國民可以申根區免簽證入境（包括丹麥自治領的格陵蘭島與法罗群岛），停留日數與申根區合併計算，每6個月期間內總計可停留90天。經丹麥轉機至申根區亦可免簽證。
丹麥國民持有歐盟護照者也可以免簽證的方式入境中華民國，停留最多90天。

## 交通

### 航空

#### 客運
兩國無直航班機，可經由（不計航點遠近，截至2023年7月8日）：
- 臺北松山→上海-浦東，再轉機前往丹麥的國際機場（英语：List of airports in Denmark）。
- 台北桃園→北京-首都、上海-浦東、東京-成田、新加坡、曼谷、德里[註 3]、杜拜、伊斯坦堡、倫敦、巴黎、羅馬、米蘭、慕尼黑、法蘭克福、阿姆斯特丹、維也納、布拉格（2023年7月18日開航台北桃園）、紐約、洛杉磯、芝加哥、舊金山、多倫多→丹麥。
- 台中→東京-成田→丹麥。
- 高雄→北京-首都、上海-浦東、東京-成田、新加坡、曼谷→丹麥。

## 外部連結
| - 中華民國外交部－丹麥王國簡介 （页面存档备份，存于） - 駐丹麥台北代表處（Facebook） - 外交部領事事務局－國外旅遊警示分級表 - 中華民國衛生福利部－國際旅遊疫情建議等級 - 中華民國國際經濟合作協會 （页面存档备份，存于） | - 丹麥商務辦事處 |